# Phaitoon Phonbun
Phaitoon Phonbun (* 5. Oktober 1975), alternativ Phaithoon Phonbun ist ein ehemaliger thailändischer Snookerspieler, der zwischen 1998 und 2003 Profispieler war. In dieser Zeit erreichte er dreimal ein Viertelfinale und Rang 70 der Snookerweltrangliste. Weitere Erfolge feierte er als Amateur, insbesondere bei den Südostasienspielen.

## Karriere
1994 wurde Phaitoon U21-Asienmeister, bevor er bei der U21-Weltmeisterschaft bereits im Achtelfinale gegen Jóhannes B. Jóhannesson verlor. Bei der Ausgabe 1995 schied er im Viertelfinale aus. Zur selben Zeit wurde er als Amateur zu einigen asiatischen Profiturnieren eingeladen, bei denen er erste Eindrücke als Profispieler sammelte. Nachdem er 1998 das Viertelfinale der Amateurweltmeisterschaft erreichte, wurde er Profispieler. Seine Profikarriere war allerdings geprägt von frühen Niederlagen, sodass er auf der Weltrangliste nicht über Rang 70 hinauskam. Abgerutscht auf Platz 105, verlor er 2003 seinen Profistatus. Zwischenzeitlich hatte er das Viertelfinale im Snooker-Wettbewerb der World Games 2001 erreicht.
In den folgenden Jahren nahm Phaitoon an einigen Ausgaben der Amateurweltmeisterschaft teil, wobei er 2003 noch einmal das Viertelfinale erreichen konnte. Darüber hinaus spielte er bei zahlreichen asiatischen Amateurturnieren mit, darunter auch einige Six-Red-Snooker-Turniere. Zu solchen Turnieren, Ausgaben der 6-Red World Championship, wurde er auch auf professioneller Ebene eingeladen. Des Weiteren nahm er an verschiedenen Asienspielen teil. Bereits bei den Südostasienspielen 1995 gewann er im 9-Ball erstmals eine Goldmedaille. In den folgenden Jahrzehnten gewann er bei weiteren Ausgaben der Südostasienspiele drei Goldmedaillen, drei Silbermedaillen und zwei Bronzemedaillen bei Snooker-Wettbewerben sowie eine weitere Goldmedaille bei einem Wettbewerb im Six-Red-Snooker (siehe auch: Südostasienspiele/Billard). Bei den Asienspielen gewann er immerhin zweimal Silber und einmal Bronze und zwar ausschließlich bei Snooker-Wettbewerben.

## Erfolge (Auswahl)
| Ausgang         | Jahr | Turnier                            | Finalgegner  | Ergebnis |
| --------------- | ---- | ---------------------------------- | ------------ | -------- |
| Amateurturniere |      |                                    |              |          |
| Sieger          | 1994 | ACBS U21-Snookerasienmeisterschaft | Farhan Mirza | 6:4      |